# Лихонин, Орест Семёнович
Орест Семёнович Лихонин (1806—1874) — генерал-лейтенант русской императорской армии; директор 1-го кадетского корпуса.

## Биография
Родился 15 (27) октября 1806 года в семье Семёна Григорьевича Лихонина (25.01.1773 — 25.06.1851) — статского советника, правителя дел Совета о военно-учебных заведениях. Его дед — Григорий Васильевич Лихонин (1714 или 1716—1771), происходивший из суздальских купцов, прибыл в Москву вместе с братом Иваном; был владельцем суконной фабрики, московским купцом 1-й гильдии, директором московских и петербургских питейных сборов; был похоронен на Старом Донском кладбище. Семён Григорьевич был женат с 14 февраля 1802 года на Маргарите Степановне Лихониной (16.04.1777–04.05.1825) — старшей дочери С. Б. Струговщикова. У них родились 3 сына и 5 дочерей: Григорий (1804—1878), Орест, Анна (1808—1889), Семён (1810/1811—1867), Надежда (1813—1872), Александра (1817—1900), Вера (1819—1853), Елизавета (1820—1895). С 1814 года род был внесён 3-ю часть дворянской родословной книги Санкт-Петербургской губернии.
В службе офицером с 6 апреля 1824 года. Был полковником лейб-гвардии Финляндского полка.
С 1847 по 1852 год был директором 1-го кадетского корпуса. Д. А. Скалон в своих воспоминаниях отметил:

…В январе 1852 года батюшка повез меня в корпус и сначала представил директору Оресту Семеновичу Лихонину. Это был сухой и бессердечный человек, но корпус держал в большом порядке.
В генерал-майоры был произведён 6 декабря 1849 года, в генерал-лейтенанты — 23 апреля 1861 года.
В Петергофском уезде с 1850 года в его владении была мыза Боровская с окрестными деревнями (ныне находится в составе Гостилицкого сельского поселения).
Умер 23 июня (5 июля) 1874 года.

## Награды
- орден Св. Анны 4-й ст. за храбрость (1828)
- орден Св. Анны 3-й ст. с бантом (1831)
- орден Св. Владимира 4-й ст. с бантом (1831)
- золотая полусабля «За храбрость» (1832)
- орден Св. Георгия 4-й ст. за выслугу 25 лет (1841)
- орден Св. Анны 2-й ст. (1846)
- орден Св. Владимира 3-й ст. (1851)
- орден Св. Станислава 1-й ст. (1853)

## Семья
Был женат и имел пятерых детей: Михаил, Пелагея (15.05.1852—27.06.1899), Николай (10.05.1855—16.03.1905). 